# Toshi (musicien)
 (décembre 2021).
La mise en forme du texte ne suit pas les recommandations de Wikipédia : il faut le « wikifier ».
Les points d'amélioration suivants sont les cas les plus fréquents. Le détail des points à revoir est peut-être précisé sur la page de discussion.
- Les titres sont pré-formatés par le logiciel. Ils ne sont ni en capitales, ni en gras.
- Le texte ne doit pas être écrit en capitales (les noms de famille non plus), ni en gras, ni en italique, ni en « petit »…
- Le gras n'est utilisé que pour surligner le titre de l'article dans l'introduction, une seule fois.
- L'italique est rarement utilisé : mots en langue étrangère, titres d'œuvres, noms de bateaux, etc.
- Les citations ne sont pas en italique mais en corps de texte normal. Elles sont entourées par des guillemets français : « et ».
- Les listes à puces sont à éviter, des paragraphes rédigés étant largement préférés. Les tableaux sont à réserver à la présentation de données structurées (résultats, etc.).
- Les appels de note de bas de page (petits chiffres en exposant, introduits par l'outil «  Source ») sont à placer entre la fin de phrase et le point final[comme ça].
- Les liens internes (vers d'autres articles de Wikipédia) sont à choisir avec parcimonie. Créez des liens vers des articles approfondissant le sujet. Les termes génériques sans rapport avec le sujet sont à éviter, ainsi que les répétitions de liens vers un même terme.
- Les liens externes sont à placer uniquement dans une section « Liens externes », à la fin de l'article. Ces liens sont à choisir avec parcimonie suivant les règles définies. Si un lien sert de source à l'article, son insertion dans le texte est à faire par les notes de bas de page.
- La présentation des références doit suivre les conventions bibliographiques. Il est recommandé d'utiliser les modèles {{Ouvrage}}, {{Chapitre}}, {{Article}}, {{Lien web}} et/ou {{Bibliographie}}. Le mode d'édition visuel peut mettre en forme automatiquement les références.
- Insérer une infobox (cadre d'informations à droite) n'est pas obligatoire pour parachever la mise en page.

Pour une aide détaillée, merci de consulter Aide:Wikification.
Si vous pensez que ces points ont été résolus, vous pouvez retirer ce bandeau et améliorer la mise en forme d'un autre article.
Pour les articles homonymes, voir Toshi.
 (avril 2021).
Si vous disposez d'ouvrages ou d'articles de référence ou si vous connaissez des sites web de qualité traitant du thème abordé ici, merci de compléter l'article en donnant les références utiles à sa vérifiabilité et en les liant à la section « Notes et références ».
Toshimitsu Deyama (出山利三), surnommé Toshi ou ToshI, né le 10 octobre 1965 à Chiba au Japon, est un chanteur et compositeur japonais. Il est surtout connu comme chanteur principal et cofondateur du groupe de visual kei : X Japan qui a été dissous en 1997, puis reformé en 2007. Entre deux, Toshi a entamé une carrière solo. Sa voix distinctive et passionnée de tenor a été comparée à celle de Steve Perry.

## Biographie

### Jeunesse
Toshi est le cadet d'une famille de trois enfants. Sa mère, professeur de piano, lui a transmis cette passion pour la musique. Attiré très tôt par le chant, il a d'abord commencé par jouer du violon puis de la guitare. Élève modèle, il a intégré plusieurs chorales.
C'est très tôt dans son enfance qu'il connut Yoshiki. Lors de leur adolescence, Yoshiki convainc Toshi de former un groupe de rock alors que ce dernier voulait entamer des études de médecine. Leur groupe s'appela d'abord "Dynamite", puis "Noise". Toshi y était alors guitariste, puis devint le chanteur lorsque ce dernier quitta le groupe. Le groupe a connu plusieurs refontes avant, en 1982, de s'appeler "X".
En plus d'X Japan, Toshi sortit en 1992 l'album Made in Heaven (ja), puis en 1994 Mission (ja) et enfin, en 1995 : "Grace" qui furent ses albums les plus connus.

### Carrière
En 1997, Toshi rencontre Kaori Moritani (en). Après le mariage avec Kaori, soudain, Toshi annonce sa décision de quitter définitivement X Japan sans pour autant quitter le monde de la musique. Selon l'annonce à cette période, il s'avérait qu'après avoir connu une certaine popularité avec X Japan, Toshi souhaitait se concentrer sur des activités musicales de moindre envergure mais à la dimension plus sociale et spirituelle (« Healing Music » selon ses propres termes). En juin 1997, il se rendit dans un hôtel que possède un certain Masaya présenté par Kaori Moritani où étaient exposées plusieurs œuvres musicales et artistiques. En août 1997, Toshi assista à un concert de Masaya et y éprouva de l'émotion. Petit à petit, il fut intégré dans une secte appelée Home of Heart représentée par Masaya. Toshi est alors conseillé de quitter ses habits de superstar pour "redevenir celui qu'il était avant". C'est à ce moment que ses relations avec Yoshiki furent tendues voir brisées à tout jamais. Masaya, représentant la secte Home of Heart orienta Toshi à reprendre une carrière solo et organisa les concerts à travers le Japon au cours desquels Toshi interprétait quelques chansons de Masaya. Il parcourt plus de 3000 lieux, dont des maisons de retraite, des écoles, etc sans être payé, sous une condition d'esclavage. Tous les profits de ces concerts étaient utilisés par Masaya et Kaori (qui était devenue sa concubine) en trahissant Toshi.
Plus tard, la secte fut accusée d'exploitation d'enfants. Et Toshi, après avoir divorcé de Kaori, a révélé dans un livre autobiographique tout ce qu'il a subi pendant 12 ans dans cette secte sous mind-control .
En 2007, Toshi et Yoshiki se retrouvent après plusieurs années passées sans se voir. Ensemble, ils travaillent sur la chanson Without You (ja), écrite en la mémoire de hide. C'est aussi en 2007 qu'ils décident de reformer le groupe X Japan cherchant à toucher les gens au plus profond d'eux.

## Discographie

### Carrière solo

#### Albums
- Made in Heaven (21 novembre 1992)
- Mission (11 juin 1994)
- Grace (29 mars 1995)
- Aoi Hoshi no Tabibito (蒼い宇宙の旅人?) (22 janvier 1997)
- Canary (22 avril 1998, avec Taro Hakase)
- Toward the Way ~Aratanaru Michi e~ (Toward the way ～新たなる道へ～?) (25 décembre 1999)
- Utatabi ~Utsukushi Machi e~ (詩旅〜美しき町へ?) (4 décembre 2004)
- Earth Spirit (8 août 2008, Toshi with T-Earth)
- Haruka Naru Toki wo Koete (遥かなる時をこえて?) (26 novembre 2008, Toshi with T-Earth)
- Hontou no Ai (本当の愛?) (13 août 2009, Toshi with T-Earth)
- Truth (13 août 2009, Toshi with T-Earth - Version anglaise de Hontou no Ai)
- Cherry Blossom (27 mars 2013)
- Crystal Rock Chapter 1-3 (12 juin 2013)
- Crystal Rock Chapter 1-3 - Version anglaise (7 août 2013)

#### Singles & Mini-albums
- "Made in Heaven" (21 octobre 1992)
- "Looming ~Tashikametai~" (Looming 〜確かめたい〜?) (21 mai 1993, avec Night Hawks)
- "Paradise" (8 septembre 1993, avec Night Hawks)
- "Always ~Tsutaetai~" (Always 〜伝えたい〜?) (1er décembre 1993, avec Night Hawks)
- "My Treasure" (16 décembre 1993)
- "Bless You" (18 mai 1994)
- "Naite Iru no Wa" (泣いているのは?) (6 juillet 1997, avec Night Hawks)
- "Sayonara no Kisetsu ni..." (さよならの季節に…?) (16 décembre 1994)
- "Asphalt Jungle " (15 mars 1995)
- "Morning Glory" (7 août 1996)
- "Hoshi no Butoukai" (星の舞踏会?) (8 janvier 1997)
- "Hana ~Inochi no Mebae~" (HANA 〜いのちの芽ばえ〜?) (24 avril 1997)
- "Natural High" (21 novembre 1997, avec Taro Hakase)
- "Sayonara" (さようなら?) (1er avril 1998)
- "Kimi wa Inaika" (君はいないか?) (23 juillet 1998)
- "Ai no Uta wo Utaitai" (愛の詩をうたいたい?) (25 mars 1999)
- "Beautiful Love Song" (25 mars 1999, version anglaise de "Ai no Uta wo Utaitai")
- "Inochi" (30 juin 2000)
- "Jibun ~Daite Yaritai~" (自分 〜抱いてやりたい〜?) (30 avril 2001)
- "Perfect Love" (30 novembre 2002)
- "Ame no Naka no Ano hi no Boku" (雨の中のあの日の僕?) (24 février 2004)
- "Sekai ga Hitotsu de Areba (Orchestra Version)" (世界がひとつであれば (Orchestra Version)?) (25 mai 2004)
- "Sekai ga Hitotsu de Areba (Acoustic Version)" (世界がひとつであれば (Acoustic Version)?) (25 mai 2004)
- "Earth in the Dark ~Aozora ni Mukatte~" (EARTH IN THE DARK 〜青空に向かって〜?) (1er avril 2008)
- "Seiki ~Jidai~" (世紀 〜JIDAI〜?) (25 juillet 2008)
- "Beautiful World" (25 juillet 2008)
- "Pain" (25 mars 2009, versions anglaises, chansons de Toshi with T-Earth incluses)
- "Taisetsuna Mono" (大切なもの?) (8 avril 2009)
- "Utsukushii Sora wo Kudasai" (美しい空をください?) (10 juin 2009)
- "Itsumademo" (いつまでも?) (13 août 2009, feat Wanku)
- "Arigatou no Uta" (ありがとうのうた?) (11 septembre 2009)
- "Chikyuu Mada Arimasu ka" (地球はまだありますか?) (19 décembre 2009, Toshi with T-Earth)
- Samurai Japan (武士JAPAN?) (24 février 2010)
- "Otoko no Pride" (27 décembre 2010, fan-club uniquement)
- "Crystal Piano no Kimi" (クリスタルピアノのキミ?) (24 janvier 2011, ToshI feat. Yoshiki, CD & DVD)
- "Hoshizora no Neptune" (星空のネプチューン?) (22 juin 2011, version digitale)
- "Haru no Negai" (春の願い?) (22 juin 2011, version digitale)
- "Haru no Negai/I'll Be Your Love" (18 août 2011, ToshI feat. Yoshiki, vendu au concert)
- "Kokoro no Naka wa Itsumo Red" (?) (10 octobre 2011, fan-club uniquement)
- Live Samurai Japan (Live武士JAPAN?) (10 octobre 2011, version live)
- Samurai Japan English Ver. (11 mars 2012 et 3 juillet 2013 en digital)
- "Love is Maria" (27 mars 2013)
- "Mirai wo Eye Shiteru" (未来をＥＹＥしてる?) (18 juin 2014)
- "Gunjō no Yūgure" (群青の夕紅れ?) (25 mars 2015)

#### Albums en duo
- Toshi Duet I ~Eien ni Tabi Suru Koto~ (Toshi DUET I 〜永久に旅すること〜?) (30 septembre 2008, avec Tierra & Kaori Moritani)
- Daichi wo Shizumete (大地をしずめて?) (8 avril 2009, Toshi & en:Kaori_Moritani Wanku)

#### Album Live
- Live is Best (21 juin 1997)

#### Compilations
- Single Selection: Sacrifice (24 juin 1998)
- Healing ~Ai no Uta wo Utaitai~ (愛の詩をうたいたい?) (25 février 2008)
- Best I ~Ai no Uta wo Utaitai~ (BEST I 〜愛の詩をうたいたい?) (25 mars 2008)
- Best II ~Perfect Love~ (25 mars 2008)

#### VHS & DVD
- Toshi ~Prelude~ Made in Heaven (24 février 1993)
- Grace Live (21 juin 1995)
- Aoi Hoshi no Tabibito (24 février 1997)
- Live Spring to Your Heart ~Aoi Hoshi no Tabibito~ (23 avril 1997)
- Toshi with T-Earth 2Days Final Live in Tokyo (25 février 2008)
- Toshi with T-Earth Summer Live in Akasaka Blitz (25 novembre 2009)
- Toshi & Wanku Summer Live in Akasaka Blitz (25 novembre 2009)
- Toshi Zenshuu (1er février 2010, CD & DVD)
- Toshi & Wanku Duet Zenshuu (8 février 2010, CD & DVD)
- Toshi with T-Earth Zenshuu (12 février 2010, CD & DVD)
- 2008 Toshi Collection (5 mars 2010, CD & DVD)
- 2009 Toshi Collection (5 mars 2010, CD & DVD)
- ToshI feat. Yoshiki Special Concert Luxury Box Set (25 juin 2011, ToshI feat. Yoshiki, 4 DVD & CD)
- Live Samurai Japan Special DVD Box (15 janvier 2012, 4 DVD & CD)

### AvecX Japan
Voir la discographie sur la page Wikipédia du groupe : X Japan

### Collaborations
- The Inner Gates (Baki, 16 décembre 1989, chœurs sur les projets "Kingdom of Heaven" & "Flying")
- Shake Hand (L.O.X, 25 juin 1990, paroles et chant sur les projets "Daydream" & "Tragedy of M")
- Vitium (Sukekiyo, 4 février 2015, chant sur "Ameagari no Yūshi", dans le rôle de ToshI)

## Livres
- Brainwash ~Comeback from 12 Years of Hell~ (洗脳 ～地獄の12年からの生還～, Sennō ~Jigoku no 12-nen Kara no Seikan~?), par Toshi, Kōdansha, 2014,  (ISBN 4-0621-8657-8) (Uniquement en Japonais)